# Plœuc-l'Hermitage
Plœuc-l'Hermitage es una comuna nueva francesa situada en el departamento de Costas de Armor, de la región de Bretaña.

## Historia
Fue creada el 1 de enero de 2016, en aplicación de una resolución del prefecto de Costas de Armor de 30 de septiembre de 2015 con la unión de las comunas de L'Hermitage-Lorge y Plœuc-sur-Lié, pasando a estar el ayuntamiento en la antigua comuna de Plœuc-sur-Lié.

## Demografía
| Gráfica de evolución demográfica de Plœuc-l'Hermitage entre 1800 y 2013 |
|                                                                         |

Los datos entre 1800 y 2013 son el resultado de sumar los parciales de las dos comunas que forman la nueva comuna de Plœuc-l'Hermitage, cuyos datos se han cogido de 1800 a 1999, para las comunas de L'Hermitage-Lorge y Plœuc-sur-Lié de la página francesa EHESS/Cassini. Los demás datos se han cogido de la página del INSEE.

## Composición
| Comuna delegada   | Código INSEE | Población (2013) | Superficie (km²) | Densidad (hab./km²) |
| ----------------- | ------------ | ---------------- | ---------------- | ------------------- |
| L'Hermitage-Lorge | 22080        | 756              | 37.82            | 20                  |
| Plœuc-sur-Lié     | 22203        | 3302             | 44.45            | 74                  |